# Honda CM450A
La Honda CM450A es una motocicleta fabricada por Honda en 1982 y 1983. Se basó en los modelos CB400 y CM400 (1978-1981), especialmente en la CM400A Hondamatic (1980-1981).

## Características
Tenía un motor de 447 cm³ (0,4 L) OHC bicilíndrico en línea con dos carburadores y una transmisión de dos velocidades con un convertidor de par. Sin embargo, no era completamente automática, porque el piloto tenía que cambiar manualmente entre las marchas baja y alta. Se denominó automática porque no se requería embrague gracias al convertidor de par. Compartía el nombre comercial Hondamatic con los coches Honda que tenían verdaderas transmisiones automáticas. La CM450A accionada por cadena tenía una velocidad máxima de 90 millas por hora (144,8 km/h) y pesaba 413 libras (187,3 kg). Ambos modelos tenían un freno de disco delantero y un freno de tambor trasero. La suspensión constaba de dos amortiguadores en la parte trasera y horquillas delanteras amortiguadoras telescópicas. El tanque de combustible tenía una capacidad de 3,4 galones americanos (12,9 L). El escape pasaba a través de un tubo separado y un deflector en cada lado de la motocicleta, aunque ambos tubos de escape compartían una conexión por debajo del motor. También disponía de un  motor de arranque eléctrico, combinado con un pedal de arranque.